# Ахмад Дахлан
Хаджи Ахмад Дахлан (настоящие имя и фамилия — Мухаммад Дарвис) (индон. Ahmad Dahlan, араб. أحمد دحلان‎;
1 августа 1868, Джокьякарта — 23 февраля 1923, там же) — индонезийский деятель ислама, один из лидеров исламских реформ в Индонезии, создатель Мухаммадии в Индонезии. Национальный герой Индонезии.

## Биография
Суннит. Сын имама. Совершил паломничество в Мекку, где учился у известного религиозного учителя Ахмада Хатиба. Во время паломничества изменил своё имя с Мухаммада Дарвиса на Ахмада Дахлана.
Вернувшись на Яву около 1888 года, женился на дочери главы (имама) Великой мечети Джокьякарты.

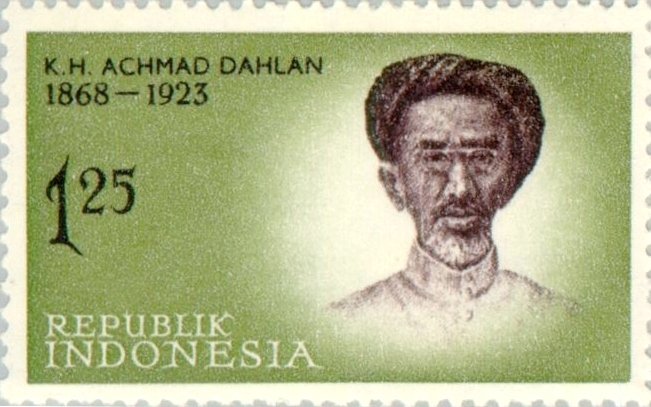
Ахмад Дахлан на почтовой марке Индонезии, 1962 г.

Наблюдая за отсталостью исламского общества того времени и распространённостью на территории страны христианства, Дахлан, на которого оказали сильное влияние идеи египетского богослова Мухаммада Абдо, считал жизненно наиважнейшими задачами модернизацию, а также очищение ислама от синкретических традиций. Выступал за создание обновленного, более чистого ислама, идущего в ногу с современным миром.
В 1912 году создал Мухаммадию, крупную исламскую неправительственную организацию Индонезии. реформистское социорелигиозное движение, выступающее за иджтихад — личную интерпретацию Корана и Сунны. Начиная со своего основания, «Мухаммадия» приняла реформистскую платформу, объединив светское и религиозное образование, в основном с целью способствовать движению мусульман Индонезии в сторону более «современного» общества и очистить индонезийский ислам от синкретических традиций.
Сегодня Мухаммадия, насчитывающая 20 миллионов членов, является второй по величине мусульманской организацией Индонезии, после Нахдатул Улама.

## Память
- Именем Ахмад Дахлан назван университет в г. Джокьякарта[7]
- Почта Индонезии выпустила марки с его изображением (1962 и 2010)